# Conclave del 1521-1522
Il conclave del 1521-22 venne convocato a seguito della morte di papa Leone X e si concluse con l'elezione di papa Adriano VI.
Il conclave è significativo per due motivi: primo, perché il neoeletto fu l'ultimo papa non italiano fino all'elezione di Giovanni Paolo II nel 1978; in secondo luogo, perché per l'ultima volta fu scelto un cardinale non presente al conclave.

## I cardinali elettori
Alla morte di Leone X i cardinali elettori erano 48. Al conclave ne parteciparono 39, e di questi ben 36 erano italiani. Furono invece 9 i cardinali che non parteciparono al conclave, ed erano tutti stranieri. Nel collegio cardinalizio erano rappresentate tutte le grandi famiglie italiane dell'epoca: Farnese, Gonzaga, de' Medici, Piccolomini, Cibo, Pallavicino, Colonna e Orsini.

## Il conclave
Durò 14 giorni, e vide lo scontro tra due fazioni politiche: i cardinali sostenitori dell'imperatore Carlo V e quelli che parteggiavano per il re francese Francesco I. Evidentemente la situazione politica internazionale si rifletteva anche all'interno del collegio cardinalizio.
Favorito dell'imperatore era il cugino del defunto papa, Giulio de' Medici, osteggiato invece dal re francese, che minacciò uno scisma nel caso in cui fosse stato eletto; Enrico VIII d'Inghilterra sosteneva con forza la candidatura del proprio ministro, il cardinal Thomas Wolsey, il quale tuttavia non raggiunse in tempo Roma.
Gli scrutini furono in tutto 13, uno per ogni giorno di conclave a partire dal 28 dicembre. Ma nessuno portò alla maggioranza richiesta. A risolvere l'impasse in cui si trovava il conclave fu lo stesso Giulio de' Medici, che, la mattina del 9 gennaio, propose una candidatura neutrale nella persona del vescovo di Tortosa, Adriaan Florenszoon Dedel. In realtà, questo cardinale, originario di Utrecht, era stato maestro e pedagogo di Carlo V e dunque la sua candidatura fu gradita all'imperatore.
Alla proclamazione della sua elezione i romani si risentirono per la scelta di uno straniero e reagirono con fischi, insulti e sassate. Il nuovo pontefice, che si trovava in Spagna, raggiunse Roma solo il 27 agosto 1522.

### Presenti in conclave
| Nome                                      | Paese                        | Titolo | Ruolo | Nascita    | Concistoro |
| ----------------------------------------- | ---------------------------- | --- | --- | ---------- | ---------- |
| Bernardino López de Carvajal              | Corona d'Aragona             | Cardinale vescovo di Ostia; Velletri                                                                         | Decano del Collegio Cardinalizio; Vescovo di Plasencia; Patriarca titolare di Gerusalemme; Governatore di Velletri                                                            | 08/09/1456 | 20/09/1493 |
| Domenico Grimani                          | Repubblica di Venezia        | Cardinale vescovo di Porto e Santa Rufina; Cardinale presbitero in commendam di San Marco                    | Sottodecano del Collegio cardinalizio; Amministratore apostolico di Urbino | 19/02/1461 | 20/09/1493 |
| Francesco Soderini                        | Repubblica di Firenze        | Cardinale vescovo di Palestrina                                                                              | Vescovo di Vicenza; Amministratore apostolico di Anagni | 10/06/1453 | 31/05/1503 |
| Niccolò Fieschi                           | Repubblica di Genova         | Cardinale vescovo di Sabina; Cardinale presbitero di Santa Prisca                                            | Amministratore apostolico di Agde e di Tolone | 1456       | 31/05/1503 |
| Alessandro Farnese                        | Stato Pontificio             | Cardinale Vescovo di Frascati; eletto papa con il nome di Paolo III nel conclave del 1534                    | Arciprete della Basilica di San Giovanni in Laterano; Vescovo di Parma; Amministratore apostolico di Benevento                                                                | 29/02/1468 | 20/09/1493 |
| Innocenzo Cybo                            | Repubblica di Genova         | Cardinale diacono di Santa Maria in Domnica                                                                  | Arcivescovo metropolita di Genova; Amministratore apostolico di Torino e di Marsiglia; Abate commendatario di Saint-Pons de Nice                                              | 25/08/1491 | 23/09/1513 |
| Giovanni Piccolomini                      | Repubblica di Siena          | Cardinale presbitero di Santa Balbina                                                                        | Camerlengo del Collegio Cardinalizio; Arcivescovo di Siena; | 09/10/1475 | 01/07/1517 |
| Giovanni Domenico de Cupis                | Stato Pontificio             | Cardinale presbitero di San Giovanni a Porta Latina                                                          | Amministratore apostolico di Trani | 1493       | 01/07/1517 |
| Raffaello Petrucci                        | Repubblica di Siena          | Cardinale presbitero di Santa Susanna                                                                        | Vescovo di Grosseto e di Sovana | 1472       | 01/07/1517 |
| Andrea della Valle                        | Stato Pontificio             | Cardinale presbitero di Sant'Agnese in Agone                                                                 | Vescovo di Mileto; Amministratore apostolico di Gallipoli e di Umbriatico; Archimandrita del Santissimo Salvatore; Arciprete della Basilica Liberiana di Santa Maria Maggiore | 29/11/1463 | 01/07/1517 |
| Bonifacio Ferrero                         | Ducato di Savoia             | Cardinale presbitero dei Santi Nereo e Achilleo                                                              | Vescovo emerito di Vercelli | 1476       | 01/07/1517 |
| Antonio Maria Ciocchi del Monte           | Repubblica di Firenze        | Cardinale vescovo di Albano                                                                                  | Abate commendatario di Leno; Protettore del Santuario della Santa Casa di Loreto; Amministratore apostolico di Novara                                                         | 09/1461    | 10/03/1511 |
| Pietro Accolti                            | Repubblica di Firenze        | Cardinale presbitero di Sant'Eusebio                                                                         | Vescovo emerito di Ancona e Numana; Amministratore apostolico di Arras; | 15/03/1455 | 10/03/1511 |
| Achille Grassi                            | Stato Pontificio             | Cardinale presbitero di Santa Maria in Trastevere                                                            | Amministratore apostolico di Bologna | 16/02/1456 | 10/03/1511 |
| Lorenzo Pucci                             | Repubblica di Firenze        | Cardinale presbitero dei Santi Quattro Coronati                                                              | Penitenziere Maggiore; Amministratore apostolico di Melfi; | 18/08/1458 | 23/09/1513 |
| Matthäus Schiner                          | Principato vescovile di Sion | Cardinale presbitero di Santa Pudenziana                                                                     | Vescovo di Sion e di Catania; Amministratore apostolico di Novara; Nunzio apostolico emerito in Svizzera                                                                      | 1465       | 10/03/1511 |
| Giulio de' Medici                         | Repubblica di Firenze        | Cardinale presbitero di San Lorenzo in Damaso; eletto papa con il nome di Clemente VII nel conclave del 1523 | Arcivescovo metropolita di Firenze e di Narbona; Signore di Firenze; Vice-cancelliere di Santa Romana Chiesa; Legato apostolico a Bologna; Vescovo di Eger                    | 26/05/1478 | 23/09/1513 |
| Giovanni Battista Pallavicini             | Repubblica di Genova         | Cardinale presbitero di Sant'Apollinare alle Terme Neroniane-Alessandrine                                    | Vescovo di Cavaillon | 1480       | 01/07/1517 |
| Scaramuccia Trivulzio                     | Ducato di Milano             | Cardinale presbitero di San Ciriaco alle Terme Diocleziane                                                   | Amministratore apostolico di Piacenza | 1465       | 01/07/1517 |
| Pompeo Colonna                            | Stato Pontificio             | Cardinale presbitero dei Santi XII Apostoli                                                                  | Amministratore apostolico di Potenza | 12/05/1479 | 01/07/1517 |
| Domenico Giacobazzi                       | Stato Pontificio             | Cardinale presbitero in commendam di San Lorenzo in Panisperna e di San Clemente                             | Amministratore apostolico di Cassano all'Jonio | 1444       | 01/07/1517 |
| Lorenzo Campeggi                          | Ducato di Milano             | Cardinale presbitero di Sant'Anastasia                                                                       | Prefetto del Supremo Tribunale della Segnatura Apostolica; Nunzio apostolico emerito in Austria                                                                               | 07/11/1474 | 01/07/1517 |
| Ferdinando Ponzetti                       | Repubblica di Firenze        | Cardinale presbitero di San Pancrazio fuori le mura                                                          | Tesoriere generale emerito della Camera Apostolica | 1444       | 01/07/1517 |
| Marco Corner                              | Repubblica di Venezia        | Cardinale diacono di Santa Maria in Via Lata; Cardinale protodiacono                                         | Patriarca titolare di Costantinopoli; Vescovo di Padova; Arciprete della Basilica di San Pietro; Amministratore apostolico di Verona                                          | 1482       | 28/09/1500 |
| Sigismondo Gonzaga                        | Marchesato di Mantova        | Cardinale diacono di Santa Maria Nuova                                                                       | Amministratore apostolico di Mantova; Abate generale dell'Ordine di Grandmont; Legato apostolico della Bologna e della Romagna                                                | 1469       | 01/12/1505 |
| Silvio Passerini                          | Repubblica di Firenze        | Cardinale presbitero di San Lorenzo in Lucina                                                                | Vescovo di Cortona; Legato apostolico di Perugia e dell'Umbria | 1469       | 01/07/1517 |
| Francesco Armellini Pantalassi de' Medici | Repubblica di Firenze        | Cardinale presbitero di San Callisto                                                                         | Legato apostolico della Marca Anconitana | 13/07/1469 | 01/07/1517 |
| Tommaso De Vio, O.P.                      | Regno di Napoli              | Cardinale presbitero di San Sisto                                                                            | Arcivescovo di Gaeta | 20/02/1469 | 01/07/1517 |
| Egidio da Viterbo, O.E.S.A.               | Stato Pontificio             | Cardinale presbitero di San Matteo in Merulana                                                               | Priore Generale dell'Ordine di Sant'Agostino | 1469       | 01/07/1517 |
| Cristoforo Numai, O.F.M.                  | Stato Pontificio             | Cardinale presbitero di Santa Maria in Aracoeli                                                              | Amministratore apostolico di Alatri | 1450 ca.   | 01/07/1517 |
| Guillén-Ramón de Vich y de Vallterra      | Corona d'Aragona             | Cardinale presbitero di San Marcello                                                                         | Vescovo di Barcellona; Amministratore apostolico di Cefalù | 1462 ca.   | 01/07/1517 |
| Franciotto Orsini                         | Stato Pontificio             | Cardinale diacono di Santa Maria in Cosmedin                                                                 | Amministratore apostolico di Bojano | 1473       | 01/07/1517 |
| Paolo Emilio Cesi                         | Stato Pontificio             | Cardinale presbitero di San Nicola fra le Immagini                                                           | Amministratore apostolico di Lund | 1482       | 01/07/1517 |
| Alessandro Cesarini                       | Stato Pontificio             | Cardinale diacono dei Santi Sergio e Bacco                                                                   | Amministratore apostolico di Pamplona | 1475 ca.   | 01/07/1517 |
| Giovanni Salviati                         | Repubblica di Firenze        | Cardinale diacono dei Santi Cosma e Damiano                                                                  | Amministratore apostolico di Ferrara e di Oloron | 24/03/1490 | 01/07/1517 |
| Niccolò Ridolfi                           | Repubblica di Firenze        | Cardinale diacono dei Santi Vito e Modesto in Macello Martyrum                                               | Prevosto di Santo Stefano di Prato; Amministratore apostolico di Orvieto | 16/07/1501 | 01/07/1517 |
| Ercole Rangoni                            | Stato Pontificio             | Cardinale diacono di Sant'Agata dei Goti                                                                     | Vescovo di Modena; Amministratore apostolico di Adria | 1491       | 01/07/1517 |
| Agostino Trivulzio                        | Ducato di Milano             | Cardinale diacono di Sant'Adriano al Foro                                                                    | Amministratore apostolico di Alessano | 27/09/1485 | 01/07/1517 |
| Francesco Pisani                          | Repubblica di Venezia        | Cardinale diacono di San Teodoro                                                                             | futuro Vescovo di Padova | 1494       | 01/07/1517 |

### Assenti in conclave
| Nome                                            | Paese                           | Titolo                                                       | Ruolo | Nascita    | Concistoro |
| ----------------------------------------------- | ------------------------------- | ------------------------------------------------------------ | --- | ---------- | ---------- |
| Alfonso d'Aviz                                  | Regno del Portogallo            | Cardinale diacono                                            | Vescovo di Viseu; Vescovo di Thérouanne                                                                                           | 23/04/1509 | 01/07/1517 |
| François Guillaume de Castelnau-Clermont-Ludève | Regno di Francia                | Cardinale presbitero di Santo Stefano al Monte Celio         | Cardinale protopresbitero; Legato apostolico di Avignone; Arcivescovo metropolita di Auch                                         | 1480       | 29/11/1503 |
| Thomas Wolsey                                   | Regno d'Inghilterra             | Cardinale presbitero di Santa Cecilia                        | Arcivescovo metropolita di York; Lord Cancelliere; Amministratore apostolico di Bath e Wells                                      | 03/1471    | 10/09/1515 |
| Louis de Bourbone-Vendôme                       | Regno di Francia                | Cardinale presbitero dei Santi Silvestro e Martino ai Monti  | Vescovo di Laon; Amministratore apostolico di Le Mans; Abate commendatario di Saint-Pierre d'Orbais                               | 02/01/1493 | 01/07/1517 |
| Adriaan Florenszoon Boeyens d'Edel,             | Paesi Bassi asburgici           | Cardinale presbitero dei Santi Giovanni e Paolo; eletto papa | Vescovo di Tortosa; Inquisitore generale di Castiglia                                                                             | 02/03/1459 | 01/07/1517 |
| Matthäus Lang von Wellenburg                    | Principato vescovile di Augusta | Cardinale diacono di Sant'Angelo in Pescheria                | Arcivescovo metropolita di Salisburgo; Principe-vescovo di Gurk; Vescovo di Cartagena                                             | 1468       | 10/03/1511 |
| Albrecht von Brandenburg-Hohenzollern           | Marca di Brandeburgo            | Cardinale presbitero di San Pietro in Vincoli                | Arcivescovo metropolita di Magdeburgo; Primate di Germania e Legatus natus a Magdeburgo; Amministratore apostolico di Halberstadt | 28/06/1490 | 24/03/1518 |
| Giovanni di Lorena                              | Regno di Francia                | Cardinale diacono di Sant'Onofrio                            | Principe-Vescovo di Metz; Abate commendatario di Gorze e di Saint-Géraud d'Aurillac; Amministratore apostolico di Valence e Die   | 09/04/1498 | 28/05/1518 |
| Eberhard von der Mark                           | Sacro Romano Impero             | Cardinale presbitero di San Crisogono                        | Principe-vescovo di Liegi; Vescovo di Chartres; Arcivescovo metropolita di Valencia                                               | 31/05/1472 | 09/08/1520 |